# Abernes planet
|  | Denne artikel omhandler filmen Abernes planet fra 1968. For andre betydninger se Abernes Planet (flertydig) |
Abernes planet (originaltittel: Planet of the Apes) er en amerikansk dystopisk science fiction-film fra 1968 med Charlton Heston, Roddy McDowall, Kim Hunter og Maurice Evans i hovedrollerne. Filmen er instrueret af Franklin Schaffner. Filmen er baseret på en den franske roman La planète des singes (Abernes Planet) fra 1963 af Pierre Boulle.
Filmen fik i løbet af 1970'erne fire opfølgere, ligesom filmen i 2001 blev genindspillet og udgivet i Danmark under titlen Planet of the Apes.

## Handling
Astronauten Taylor (Charlton Heston) og dennes mandskab nødlander på en fjern planet som har overraskende mange lighedstræk med planeten Jorden. Til besætningens store overraskelse viser planeten sig at være befolket af intelligente og talende aber – og en tilsvarende primitiv og lille gruppe mennesker. Han og resten af mandskabet bliver taget til fange af aberne, der udover tale tillige besidder en række usympatiske – og meget menneskelige – træk. Taylor bliver reddet af chimpansen Dr. Cornelius (Roddy McDowall), der er videnskabeligt interesseret i Taylors intelligens og adfærd, som hun anser at være anderledes i forhold til de øvrige mennesker på Abernes Planet. Det lykkes Taylor at flygte, blot for at opdage sandheden om Abernes Planet.

## Om filmen
Abernes planet blev godt modtaget af kritikerne, da den blev udsendt, og har på Rotten Tomatoes opnået en score på 88%. Filmen blev også en kommerciel succes og indspillede mere end $32 millioner i USA alene.
Filmen er kendt for ved udsendelsen af have haft et af de højeste budgetter til kostymer om make-up effekter. Omkostningerne hertil udgjorde 17% af filmens samlede budget.

### Priser
Filmen blev i 1969 tildelt en en æres-Oscar for fremragende make-up og blev nomineret i yderligere to kategorier. Filmen blev i 1996 (18 år senere) tildelt en Genesis Award .

### Efterfølgende film
Filmen fik fire efterfølgere og afstedkom to Tv-serier, en nyindspilning, samt flere tegneserier.
De fire efterfølgende indspillede mindre og mindre, og fik ringere og ringere anmeldelser.
Rangering efter indtjening i USA:
| Titel                      | År   | Indtjening (USA) |
| -------------------------- | ---- | ---------------- |
| Abernes Planet             | 1968 | $32 millioner    |
| Truslen fra abernes planet | 1970 | $12 millioner    |
| Flugten på abernes planet  | 1971 | $18 millioner    |
| Oprør på abernes planet    | 1972 | $9 millioner     |
| Kampen om abernes planet   | 1973 | $8,8 millioner   |

Rangering efter "karakter" på Rotten Tomatoes (0-100%):
| Titel                      | År   | Procenter |
| -------------------------- | ---- | --------- |
| Abernes Planet             | 1968 | 88%       |
| Truslen fra abernes planet | 1970 | 78%       |
| Flugten på abernes planet  | 1971 | 43%       |
| Oprør på abernes planet    | 1972 | 50%       |
| Kampen om abernes planet   | 1973 | 38%       |

## Medvirkende (udvalg)
- Charlton Heston (George Taylor)
- Roddy McDowall (Dr. Cornelius)
- Kim Hunter (Dr. Zira)
- Maurice Evans (Dr. Zaius)
- James Whitmore (Præsident for Akademiet)
- James Daly (Dr. Honorius)
- Linda Harrison (Nova)
- Robert Gunner (Landon)
- Lou Wagner (Lucius)
- Woodrow Parfrey (Maximus)